# Perepelkin (cráter marciano)
Perepelkin es un cráter de impacto perteneciente al cuadrángulo Arcadia del planeta Marte. Está localizado en las coordenadas 52.8°N de latitud y 64.6°O de longitud. Tiene 112.0 km de diámetro. Debe su nombre a Yevgueni Perepiolkin; esta designación fue aprobada en 1973 por la Unión Astronómica Internacional (UAI).
|  |

Gran parte del cráter está cubierta por un manto que se piensa que puede ser rico en hielo, procedente de la atmósfera cuando el clima era diferente. En una de las imágenes del artículo se aprecia el manto; así como algunos lugares en los que el manto ha desaparecido y donde pueden verse algunos canales.

## Manto
Los investigadores comprobado que un manto liso cubre amplias zonas de Marte.  Algunos lugares están erosionados, revelando superficies ásperas, mientras que otros poseen estratos.  Es generalmente aceptado que el manto está formado por un material rico en hielo -partículas de polvo atmosférico combinadas con copos de nieve y hielo- formado en épocas con un clima diferente al actual. Una evidencia de su naturaleza rica en hielo es la presencia de cauces que se forman cuando se funden algunas zonas heladas. Tan solo unas cuantas horas de flujo pueden producir marcas visibles de erosión.   En latitudes más altas, como alrededor del cráter Milankovic, el manto es más grueso y puede formar huellas redondeadas, denominadas festones.   Estas formas se piensa que pueden ser causadas por la sublimación del hielo en el manto.  Varios modelos han sido propuestos para explicarlas; algunos incluyen a veces pequeñas cantidades de hielo fundido.
| \| [[File:Wikiperepelkin.jpg\\|720px\\|alt={{{Alt\\|{{{descripción}}}]] \| \| Cráter Perepelkin, fotografía de la cámara CTX a bordo del MRO. Zona central del cráter (El norte, hacia la izquierda de la fotografía). \| |
| [[File:Wikiperepelkin.jpg\|720px\|alt={{{Alt\|{{{descripción}}}]] |
| Cráter Perepelkin, fotografía de la cámara CTX a bordo del MRO. Zona central del cráter (El norte, hacia la izquierda de la fotografía).                                                                                  |